# Диверс, Гейл
Йоланда Гейл Диверс (англ. Yolanda Gail Devers, родилась 19 ноября 1966, в Сиэтле, штат Вашингтон) — американская бегунья, специализировалась в спринте и барьерном беге, трёхкратная олимпийская чемпионка и 9-кратная чемпионка мира.
Единственный легкоатлет в мире кому удавалось на чемпионате мира побеждать и в гладком и барьерном спринте (в личном виде). Гейл Диверс принимала участие в Олимпийских играх 5 раз. Однако, в виде, где она была всегда фаворитом — 100 м с барьерами, ей даже не удалось завоевать медали. Действующая рекордсменка Северной Америки в нескольких дисциплинах.

## Биография

### Начало
Родилась в Сиэтле в семье священника и учительницы начальной школы Ларри и Адель Диверс. Когда она была совсем маленькой, семья переехала в городок Нэшнл Сити (Калифорния). Гейл была очень прилежной ученицей в школе и в детстве мечтала стать, как и её мама, учительницей.
Лёгкой атлетикой Гейл стала серьёзно заниматься достаточно поздно, в последних классах средней школы (Sweetwater high school). Собственно, сначала она составила компанию в беговых тренировках своему старшему брату Парентезису, который в то время увлекался футболом. Гейл быстро стала обгонять брата. Вскоре она заметила, что показывает высокие результаты, и успешно выступила на школьных соревнованиях в беге на 800 метров.
Местные тренеры сразу обратили внимание на то, что у перспективной спортсменки явная склонность к коротким дистанциям, и рекомендовали переквалифицироваться в спринт, а также попробовать себя в барьерном беге. Гейл быстро переросла школьный уровень. Она начала упорно тренироваться, чтобы получить спортивную стипендию в Калифорнийском университете с сильной легкоатлетической командой. Гейл справедливо полагала, что в обстановке острой конкуренции она может отточить своё мастерство. В 1984 году она окончила школу и поступила в университет по специальности социология. Одновременно её принимает в свою группу знаменитый тренер Боб Керси. В это время она ещё окончательно не определилась со специальностью, тренируясь в коротком и длинном спринте, а также в семиборье и прыжках в длину. Специалисты заговорили о ней как о будущей звезде.
В 1987 году приходят первые большие успехи на международной арене. Гейл побеждает на Панамериканских играх. Спортсменка фокусируется на двух дисциплинах, ставших её коронными на многие годы: 100 метров и 100 метров с барьерами. В мае 1988 года Гейл устанавливает новый рекорд США в беге на 100 метров с барьерами 12,71с. Действительно, жёсткая конкуренция с Джекки Джойнер-Керси, занимавшейся вместе с Гейл у одного тренера, немало способствовала росту результатов. В 1988 году две спортсменки несколько раз отбирали друг у друга рекорд США в барьерном беге и довели его до 12,61с. Начинается подготовка к отборочным соревнованиям перед Олимпийскими играми. У спортсменки второй результат в мире на гладких 100 метрах, и она уверенно завоёвывает место в олимпийской команде в обеих дисциплинах.
Уже находясь в Сеуле, в олимпийской деревне спортсменка почувствовала себя плохо и покинула расположение команды. Дело оказалось намного хуже, чем временное расстройство. Появились тяжёлые головные боли, судороги, ноги опухли и стали кровоточить. Она критически потеряла вес — с 57 до 39 кг. В 1990 году, после почти двухлетнего обследования, Гейл наконец диагностировали диффузный токсический зоб. Недуг прогрессировал, и дело дошло до того, что больная не могла ходить и её купала мать и носил по дому на руках отец. Один из врачей даже предлагал кардинальное лечение — ампутацию ног. Гейл прошла курс радиотерапии щитовидной железы йодом и смогла пойти на поправку и постепенно вернуться к тренировкам.
Позднее, в 2000 году, Диверс даже пришлось давать показания в Конгрессе США по поводу многочисленных ошибок, связанных с диффузным токсический зобом в системе здравоохранения США. Случай того, что у пациентки в течение почти двух лет не могли диагностировать распространённое заболевание, был далеко не единственным.
В 1991 году спортсменка возвращается на дорожку и на соревнованиях в Берлине устанавливает новый рекорд США в беге на 100 метров с барьерами 12,48 с. На чемпионате мира в Токио Гейл завоёвывает серебро и начинает планомерную подготовку к следующим Олимпийским играм.

### Расцвет карьеры
Звёздным часом для Гейл стал период с 1992 по 1999 год. К Олимпийским играм в Барселоне она пришла в хорошей форме. Гейл имела на 100 метров с барьерами лучший результат сезона и справедливо считалась фаворитом именно в этой дисциплине. На гладкой 100-метровке конкуренция была намного острей. Гвен Торренс, Мерлин Отти, Ирина Привалова имели время не хуже. Гейл Диверс в острой борьбе удалось победить в финале гладкой 100-метровки, опередив Торренс всего на 0,01 секунды. Четверых лучших на финише разделили 6 сотых секунды. На дистанции 100 метров с барьерами её поджидала неудача — в финале Гейл подвела техника и, споткнувшись на последнем барьере, она финишировала только пятой. Победила греческая спортсменка Параскеви Патулиду, которая не значилась среди потенциальных лидеров.
Гвен Торренс после финиша в своём интервью обвинила своих соперниц, включая Гейл, в использовании запрещённых препаратов. Допинг-контроль ничего не выявил. Боб Керси крайне раздраженно откликнулся на эти обвинения. «Как мне надоели эти гнилые разговоры. Те, кто считают, что Гейл пользовалась стимулирующими препаратами, могут поцеловать меня в задницу» .
На чемпионате мира 1993 года в Штутгарте спортсменка наконец сделала желанный и редкий дубль, победив на гладких и барьерных 100 метрах. Подобное удавалось только на играх 1948 года Фанни Бланкерс-Кун. Победа на гладкой стометровке опять была выявлена только после двухчасового изучения судьями материалов камер фотофиниша. Диверс и Мерлин Отти показали одинаковое время вплоть до сотой доли — 10.82 сек, но плечо американской спортсменки немного раньше пересекло финиш.

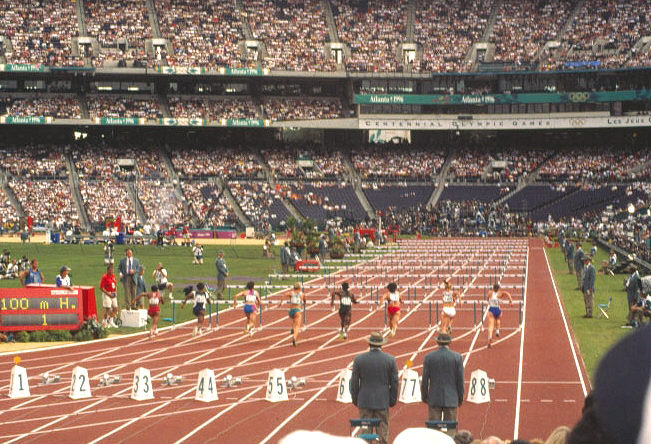
Забег на 100 метров с барьерами на Олимпиаде в Атланте 1996 год

В сезонах 1994—1995 годов спортсменка несколько раз снималась с соревнований из-за травмы ахиллова сухожилия левой ноги. Тем не менее, в 1995 году на чемпионате мира ей удалось повторить успех двухлетней давности в барьерном беге.
На домашних олимпийских играх 1996 года история практически повторилась. Перед играми Диверс мучали старые травмы, и зимний сезон она пропустила. Однако Диверс вновь победила на стометровке и опять в упорнейшей борьбе с Мерлин Отти. Обе спортсменки опять показали результат, одинаковый до сотых долей 10,94 сек. Диверс добавила золотую медаль в эстафете 4×100 метров (она бежала на втором этапе). В барьерном беге спортсменка осталась без награды, показав 4-й результат — 12,66 сек. В финале победила выступавшая за Швецию Людмила Энквист. Диверс горько пошутила, что в этот раз она хотя бы пересекла финиш на двух ногах (а не в падении, как четыре года назад). Тренер сослался на недоработки в технике и то, что было слишком мало стартов в году в барьерном беге и она не имела должного соревновательного опыта. Кроме того, в финале Диверс, показавшая невысокий результат в предварительном круге, стартовала на 8-й дорожке. Не имея соперниц справа и слева ей трудно было чётко отреагировать на стартовый пистолет.
После игр в Атланте 30 летняя спортсменка продолжила упорные тренировки, сказав в интервью Associated Press, что ушла бы из большого спорта, если завоевала первое место в барьерах. Желанное олимпийское золото мотивирует её на продолжение совершенствования себя. В 1999 году Гейл завоёвывает третье золото чемпионата мира на 100-метровке с барьерами.

### После 2000 года
Во время отборочных соревнований к Играм 2000 года 33-летняя Диверс побила рекорд США на 100 метров с барьерами, установив 4-й результат всех времён на дистанции 100 метров с барьерами — 12.33 сек. На вторую дистанцию гладких ста метров спортсменка не отобралась в команду США. Тем не менее, в барьерном беге она была снова фаворитом соревнований. В Сиднее ей снова не повезло, после полуфинала Диверс пришлось сняться с соревнований из-за травмы. В финале победила бегунья из Казахстана Ольга Шишигина.

Я так думала, что я сверхчеловек, но на дистанции 10 барьеров. Преодолевая в полуфинале их один за другим я испытала такое ощущение, словно рвётся лист бумаги. Это было моё сухожилие. После пятого барьера пришлось сойти.
Оригинальный текст (англ.)I guess I thought I was superwoman. There are ten hurdles in a race, and in the semi-finals for every hurdle that I went over, it was like a piece of paper tearing, which was my hamstring. I got through five, and then I was out of the race.

В 2001 году Гейл уходит от своего многолетнего тренера Боба Керси и дальше тренируется сама. 2003 год стал временем последнего большого успеха спортсменки — победы на чемпионате мира в закрытых помещениях на дистанции 60 метров с барьерами. На свои пятые олимпийские игры в карьере Гейл снова вошла в команду в барьерном беге, показав в отборе высокий результат 12.54 сек, но была вынуждена сойти в первом же круге из-за надрыва икроножной мышцы. Интересно, что ей удалось также попасть в сборную и на гладких 100 метрах, хотя она была четвёртой на отборочных стартах. В американских спортивных командах действует нерушимый спортивный принцип — в сборную попадают призёры, остальные остаются за бортом, несмотря ни на какие предыдущие заслуги. В данном случае подруга по команде Тори Эдвардс оказалась замешанной в допинг-скандале и только благодаря этому Диверс попала сборную. В итоге на стометровке сиднейских игр ей удалось дойти до полуфинала с результатом 11,22 сек.
В 2005 — 2006 году Гейл уходила из спорта в связи с давно запланированным рождением ребёнка. В 2007 году она в последний раз участвовала в крупных стартах — Миллроузских играх в закрытом помещении. Показав результат 7.86 сек на 60 м с барьерами, она побила мировой рекорд в возрастной категории 40 лет и выше (masters), опередив в забеге олимпийскую чемпионку Джоанну Хайес. Гейл не объявляла о том, что закончила карьеру, в 2007 году сказав репортёрам: Ходят слухи, о том что Диверс уже ушла из спорта. Если я и скажу об уходе, то только один раз. Но пока дело до этого не дошло.

## Семья и жизнь вне спорта
С 1988 по 1991 год Гейл была замужем за Роном Робертсом, известным на студенческом уровне спортсменом. Она познакомилась с ним  во время учёбы и совместных тренировок. Причиной их быстрого развода стала тяжёлая болезнь Гейл. Второе замужество, как и свою беременность, она скрывала от общественности так долго, как только это было возможно.
20 июня 2005 года в результате кесарева сечения появилась на свет Карсон Филипс, дочь Гейл. То, что Майк Филипс — муж Гейл Диверс и отец Карсон, стало достоянием гласности только когда родилась их дочь. Как только позволило здоровье, Гейл опять вернулась к тренировкам.
Баптист по религиозным убеждениям, Гейл всегда оставалась глубоко верующим человеком, хотя и при этом верит в судьбу и предназначение. «Я не верю в совпадения. Судьба очень важна. Добрые силы управляли моей жизнью».
С того времени как Диверс вернулась в спорт после тяжёлой болезни и добилась больших успехов, она стала известной публичной фигурой в США. Она является главой фонда, помогающего юным спортсменам и больным с нарушениями иммунного статуса. Также Гейл выступает с лекциями о том, как противостоять заболеваниям щитовидной железы. Пробовала себя как модельер и принимала участие в разработке линии одежды, которую назвала своим именем.

## Спортивные качества
Универсально одарённая спортсменка, Гейл Диверс показывала высокие результаты в разных дисциплинах лёгкой атлетики: гладком и барьерном спринте, прыжках в длину, семиборье.
Небольшой рост спортсменки (160 см) — потенциально неблагоприятный фактор для того, кто занимается барьерным бегом. Диверс смогла компенсировать это другими качествами.
Боб Керси вспоминал, что его ученица была из тех людей, кого не нужно заставлять что-либо делать на тренировках. Сравнивая её и Джекки Джойнер, он отзывался о том, что Гейл была более уравновешенным и целеустремлённым человеком, тогда как Джекки более импульсивным и малоуправляемым. Критикуя неудачу Гейл, Боб говорил о недоработках в технике. В частности, разбирая причины поражения в Атланте, он указал на то, что его ученица недостаточно акцентированно и быстро переносила маховую ногу, что является ключевым моментом в технике барьериста.
Постоянные травмы помешали ей полностью выразить себя в спорте. Проблемы с ахиллесовым сухожилием, мышцами и сопутствующими сильными болями не дали ей на 100% показать возможности на дорожке.

## Признание
- По итогам Олимпийских игр 1992 года Диверс получила специальную награду Олимпийского комитета США — Olympic Spirit award — с формулировкой за «достижения сверх ожиданий» и «поддержку олимпийских идеалов»[24].
- О жизни и карьере спортсменки в 1996 году был снят игровой телевизионный фильм «Run for the dream» («В погоне за мечтой»). Роль Гейл Диверс исполнила американская актриса Шарлейн Вудард[25].

## Личные рекорды
- на открытом воздухе
  - 100 метров — 10.82 с (Барселона, 1992)
  - 100 метров с барьерами — 12.33 с (Сакраменто, 2000, рекорд Северной Америки)
  - 200 метров — 22.71 с (Корваллис, 1987)
  - Прыжок в длину — 6.71 м (Уествуд, 1988)
- в помещении
  - 60 метров — 6.95 с (Торонто, 1993, рекорд Северной Америки)
  - 60 метров с барьерами — 7.74 с (Бостон, 2003)